# Huawei Ascend P7
Huawei Ascend P7 je smartphone společnosti Huawei. Byl představen v roce 2014 v Paříži, navazoval na předchozí model Huawei Ascend P6.
Podle recenzí byl nejlevnějším smartphonem ve své kategorii, jeho prodej skončil v polovině roku 2016 na ceně kolem 6 500 Kč.

## Hardware
Huawei Ascend P7 má IPS displej s úhlopříčkou 5 palců, který je chráněn Gorilla Glass třetí generace. Přímo na displeji jsou ovládací tlačítka, pod displejem žádná nejsou. Umí se automaticky přizpůsobit slunečnímu světlu. Je chlazený termálním gelem. Tělo je provedeno ze skla a kovu. Je dostupný v černé, bílé nebo růžové barvě.
Zadní fotoaparát smartphonu má 13 MPx a funkci HDR, automatické ostření, optickou stabilizaci, panorama, či ovládání zvukem. Lze s ním fotit už za 1,2 sekundy ze zamčené obrazovky.Také je možno fotit s předinstalovanými filtry a natáčet videa ve FullHD.
Přední fotoaparát má 8 MPx a je určen k focení širokoúhlých selfie nebo jako zrcadlo. Lze opět využívat filtry.
Z pohledu konektivity má telefon vstupy pro 3,5mm jack na sluchátka a microUSB na nabíjení telefonu nebo pro propojení s počítačem. Mobil je vybaven Wi-Fi, Bluetooth 3.0 a NFC. Lze pořídit i verzi se dvěma sloty na SIM kartu.

## Software
Mobil používá operační systém Androidu 4.4.2 KitKat. Je možné si stáhnout aktualizaci 5.1 Lollipop na oficiálních stránkách Huawei. Huawei nadstavba EMUI verze 2.0 lze aktualizovat hned po spuštění telefonu. Další aktualizace již nevyjdou.
Telefon má několik předinstalovaných aplikací, jako kalkulačka, nahrávač zvuku, či aplikace na přehrávání médií. Mobil ale nabízí i možnost sledovat a upravovat složky systému a to i bez použití počítače. Je zde možnost změnit vzhled ikon předinstalovaných aplikací.